# 路易絲·阿瑪莉埃 (不倫瑞克-沃爾芬比特爾)
不倫瑞克-沃爾芬比特爾的路易絲·阿瑪莉埃（德語：Luise Amalie von Braunschweig-Wolfenbüttel，1722年1月29日—1780年1月13日），不倫瑞克-沃爾芬比特爾公爵斐迪南·阿爾布雷希特二世的女兒。

## 家庭
1742年，路易絲·阿瑪莉埃與腓特烈大帝的弟弟奧古斯特·威廉結婚；她的姐姐伊麗莎白·克莉絲汀亦是腓特烈大帝的妻子。路易絲·阿瑪莉埃和奧古斯特·威廉共有2子1女：
1. 腓特烈·威廉（1744年—1797年），普魯士國王
2. 海因里希王子（1747年—1767年），早逝
3. 威廉明妮公主（1751年—1820年），奧蘭治親王妃